# Café Lowendal et autres nouvelles
 (juillet 2015).
Si vous disposez d'ouvrages ou d'articles de référence ou si vous connaissez des sites web de qualité traitant du thème abordé ici, merci de compléter l'article en donnant les références utiles à sa vérifiabilité et en les liant à la section « Notes et références ».
Café Lowendal et autres nouvelles est un recueil de nouvelles de Tatiana de Rosnay publié en 2014 dans la collection Le Livre de poche.

## Contenu
Ce recueil contient les nouvelles suivantes : Café Lowendal, Amsterdamnation, La Tentation de Bel-Ombre, Un bien fou, Ozalide, Sur ton mur , La Méthode K, Constat d'adultère, Dancing Queen et La Femme de la chambre d'amour.

## Résumé
Solitude, obsession amoureuse, désenchantement… Tatiana de Rosnay égrène, dans ce recueil inédit, dix nouvelles peuplées de personnages un peu perdus, en quête de frissons ou d'affection. Écrivains en crise, couples en pleine déréliction, jeunes gens avides, tous voient un jour leur vie basculer. Pour le pire ou pour le meilleur... Laissez-vous prendre par la petite musique de Tatiana de Rosnay: elle sait à merveille évoquer le timbre un peu fêlé de la mélancolie.